# 阿斯顿·加特球场
阿斯顿加特球场（英語：Ashton Gate Stadium）是位於英格蘭布里斯托尔阿斯頓加特（Ashton Gate）的體育場，球場全坐席可容27,000人，為布里斯托城的主場。

## 結構

### 韋德洛克"東部"看台

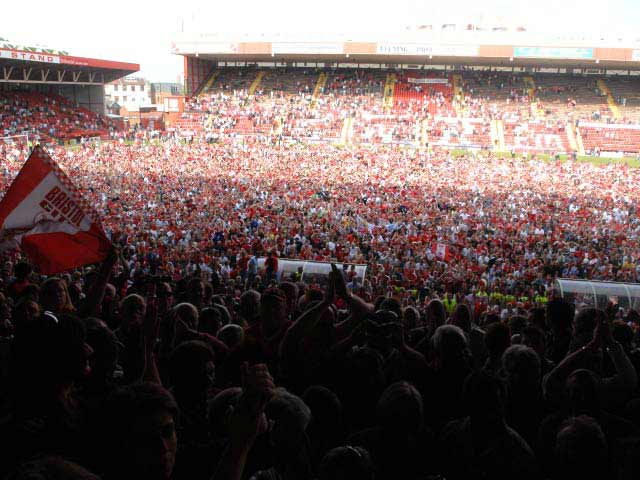
2007年布里斯托城獲得英甲亞軍確保自動升班資格後球迷擁入草坪慶祝

作客球迷獲安排到球場東南方的韋德洛克看台（Wedlock Stand）觀戰，看台獲贊助冠名稱為「吉伯－韋德洛克看台」（Guilbert's Wedlock Stand），始建於1928年，當時是一有頂蓋的階梯看台，在1990年代改為全坐席，於1994年前是傳統主場球迷的看台，被稱為「東部」（East End），可容5,500名觀眾。
2007/08年球季是布里斯托城球迷在21世紀首次獲准在「東部」購買季票，雖然只有不足300名支持者購入季票，但在這裡的死硬派支持者努力營造氣氛，由於頂蓋較低，故此可以集結嘈吵聲音。2008/09年球季「東部」最多可出售1,200張季票。

### 威廉斯看台
威廉斯看台（The Williams Stand）位於西南面，始建於1958年，獲贊助冠名稱為「蘭瑟·史葛－威廉斯看台」（Lancer Scott Williams Stand），看台後方設有董事廂房及傳媒廂房，看台下方原本是一個名為「大圍欄」（Grand Enclosure）的階梯看台，直到1990年代才改為坐席。頂蓋支柱會遮蔽部分上方坐位的視野，只供主場球迷入座，可容5,553名觀眾。

### 杜爾曼看台

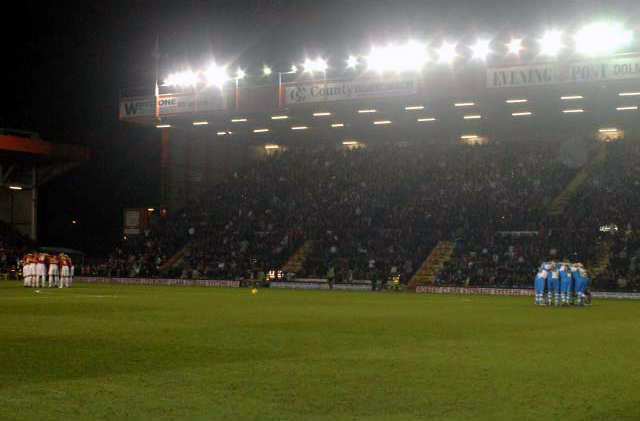
2007年2月一場「布里斯托打吡」，背景是杜爾曼看台

杜爾曼看台（The Dolman Stand）位於威廉斯看台對面，以球會前主席及會長亨利·杜爾曼（Harry Dolman）的姓氏命名，獲贊助冠名稱為「布里斯托晚報－杜爾曼看台」（Bristol Evening Post Dolman Stand），建於1970年，是四面看台中最宏偉的一座，引人注目。剛落成時，在看台前方設有一個細小而平坦的「家庭圍欄」（Family Enclosure），其後於1995年才改建為坐席，可容6,195名觀眾。2007年夏季，上方原來的木坐椅改為摩登的膠坐椅。看台設有「布里斯托晚報－杜爾曼展覽大堂」（Evening Post Dolman Exhibition Hall），是球迷會的總部。
據報在2004年乙組〈第三級〉聯賽升班附加賽準決賽對，當克里斯蒂安·罗伯茨（Christian Roberts）射入奠勝球後，看台因球迷的熱烈慶祝而移動約3吋。

### 亞泰歐看台
球場最新建成的看台是亞泰歐看台（The Atyeo Stand），建於1994年用以取代原來的露天階梯看台，以名宿約翰·亞泰歐（John Atyeo）的姓氏命名，他在為球隊上陣645場中射入351球，是球隊歷來首席神射手，他於1993年在看台揭幕前一年過世，獲贊助冠名稱為「布萊克索恩－亞泰歐看台」（Blackthorn Atyeo Stand）。看台內設全新的主隊及客隊更衣室及一個大型健身室。看台只供主場球迷入座，可容4,249名觀眾。

## 擴建計劃
當布里斯托城在2006/07年球季取得英甲亞軍回升英冠後，重新啟動阿斯顿·加特球场韋德洛克看台的重建計劃，這個建議在早兩年首度曝光，擴建後球場容量可增加至42,000名觀眾。
重建計劃於2005年獲得批准，當時韋德洛克看台主要接待作客球迷。同年7月當工程正要動工時被叫停，初時計劃延後12個月，其後因欠缺資金而無限期押後。當布里斯托城升班英冠後，球會決定開展工程，將於2007/08年球季結束後動工，新看台為單層建築，完工後看台背面會成為球場主入口，內設有大堂及16個行政廂房，可容5,300名觀眾，耗資約700萬英鎊。球會於1998年亦獲批准重建威廉斯看台，計劃不斷更新，至今仍然有效。計劃拆卸舊看台重新建造新看台，其中一個角落會與毗鄰看台連接，可容13,000名觀眾。
但這些計劃已經全部放棄，於2007年11月29日，在阿斯顿·加特球场逗留百年後，布里斯托城宣佈搬遷離現址不遠的新球場。新球場可容30,000名觀眾，如英格蘭成功申辦2018年世界盃，球場將擴建至可容42,000名觀眾。新球場計劃於2010年2月獲得批准，預計於2011/12年球季前完成。

## 其他用途

### 欖球賽
阿斯顿·加特曾舉行兩場聯合式橄欖球國際賽，詳情如下：
| 日期          | 競賽                      | 主隊   | 主隊 | 客隊   | 客隊 |
| ------------- | ------------------------- | ------ | ---- | ------ | ---- |
| 1908年1月18日 | 1908年本土四角錦標賽      | 英格蘭 | 18   | 威爾斯 | 28   |
| 1999年10月3日 | 1999年世界盃欖球賽，第2組 | 新西蘭 | 45   | 湯加   | 9    |

### 音樂會
2008年6月25日邦喬飛（Bon Jovi）在阿斯顿·加特球场於破紀錄的23,000名樂迷前舉行音樂會，其他曾在此演出的還有滚石乐队（The Rolling Stones）、
艾頓·約翰、 
尼爾·戴門（Neil Diamond）、布莱恩·亚当斯、谁人（The Who）、罗南·基廷、洛·史超域及肉麵包（Meat Loaf）等。

## 外部連結
- 阿斯顿·加特球场官網 （页面存档备份，存于）

51°26′24.54″N 2°37′13.09″W / 51.4401500°N 2.6203028°W